# Tadeusz Becela

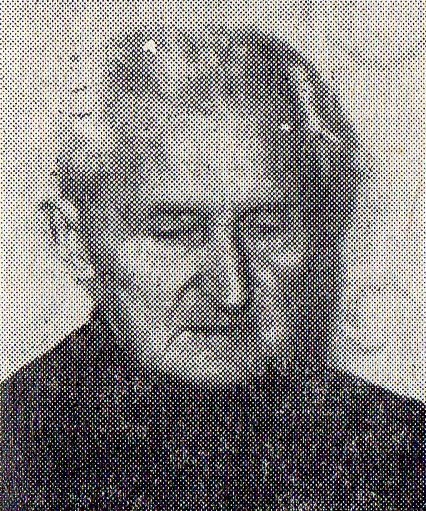
Tadeusz Becela (1989)

Tadeusz Becela (* 3. Oktober 1907 in Chojno bei Rawicz; † 3. April 1992 in Posen) war ein polnischer Schriftsteller, kommunistischer Aktivist und Chefredakteur.

## Leben
Becela absolvierte von 1921 bis 1926 eine Ausbildung zum Schneider und arbeitete anschließend in diesem Beruf. Während seines Wehrdienstes von 1928 bis 1930 besuchte er die Abendschule in Leszno und schloss die Mittelschule ab. Anschließend besuchte er ab 1931 die Berufsschule in Posen. Mit dem Feuilleton Posada za 18 zł debütierte er 1931 in der Zeitschrift Orędownik Wielkopolski. Politisch schloss er sich 1931 der Kommunistischen Partei Polens (KPP) an und agierte unter den Soldaten in der Posener Garnison. Für seine Tätigkeiten als Sekretär der Militärabteilung der KPP in Posen wurde er 1932 zu zweieinhalb Jahren Haft verurteilt.
Während des Überfalls auf Polen kämpfte er auf dem Gebiet der Woiwodschaft Lublin. Unter der Deutschen Besetzung lebte er in Posen und arbeitete als Schneider. Bei der Schlacht um Posen war er im Januar 1945 Mitorganisator einer Volksmiliz in Szczepankowo und arbeitete ab Februar 1945 im Stadt- und Woiwodschaftskomitee der Polska Partia Robotnicza in Posen. Hier war zunächst in der Propaganda-Abteilung tätig und anschließend bis 1947 als Chefredakteur der von ihm gegründeten Zeitschrift Wola Ludu. Danach arbeitete er ab 1948 in Genossenschaften in Posen und wurde 1953 Vizepräsident der Woiwodschaftsverwaltung der Gemeindegenossenschaften, wo er ab 1956 bis 1970 als Inspektor für gesellschaftlich-erzieherische Belange tätig war. Am Handelstechnikum in Posen legte er 1954 das Abitur ab und absolvierte 1957 die Abenduniversität für Marxismus-Leninismus. Neben seiner Tätigkeit als Inspektor war er von 1960 bis 1970 Chefredakteur der Zeitschrift Spółdzielca Wielkopolski.
Seine schriftstellerische Tätigkeit führte er ab 1959 mit Memoiren weiter und wurde 1965 in den Verband der Polnischen Literaten aufgenommen.

## Werke

### Memoiren
- Osobliwe lata, 1961
- Lata grne i chmurne, 1965
- Chłopcy z morza, 1967
- Smak wolności. Wspomnienia z roku 1945, 1967
- W barwach tęczy. Wspomnienia z lat 1945–1949, 1971
- Z pamiętnika nastolatki, 1973

### Prosa
- Dziewczęta z internatu. Z pamiętnika nastolatki, 1970
- Świt nad Wartą. Opowieść z czasów powstania wielkopolskiego, 1975
- Z tamtej strony drogi. Opowiadania spółdzielców, 1988

### Lyrik
- Słowom wrócić znaczenie, 1986

## Auszeichnungen
- 1956: Offizierskreuz Polonia Restituta
- 1972: Komturkreuz Polonia Restituta